# Jeyaraj Fernandopulle
Jeyaraj Fernandopulle (né le 11 janvier 1953) est un homme politique srilankais. Il était le ministre des Transports routiers lorsqu'il a été tué lors d'un attentat-suicide le 6 avril 2008 mené par les Tigres tamouls.
Lors de cet attentat onze autres personnes ont été tuées et une centaine d'autres ont été blessées.
Nationaliste de gauche, il était un proche du président Mahinda Rajapakse et faisait office de chef de la propagande du gouvernement de coalition du Sri Lanka.